# NGC 3642
NGC 3642 este o liner situată în constelația Ursa Mare. A fost descoperită în 18 martie 1790 de către William Herschel. Se află la o distanță de 27,2 de megaparseci de Pământ.